# Walstraat (vesting)

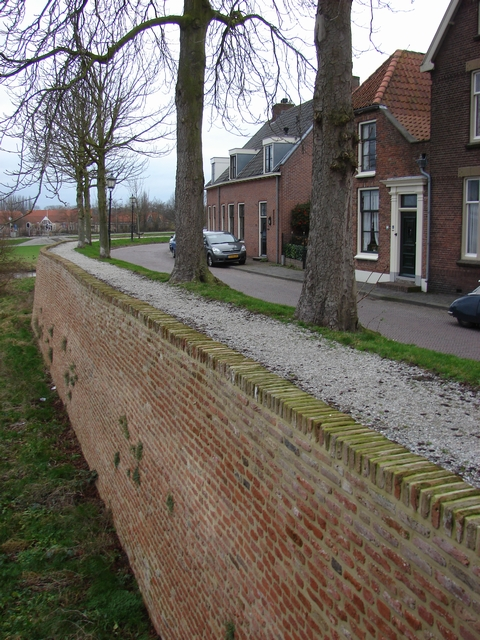
Voorbeeld van een walstraat in Buren

Een walstraat is een onderlangs liggende verbindingstraat aan de binnenkant van een stadsmuur of omwalling voor het verplaatsen van troepen en materieel tijdens een belegering.

## Geschiedenis
De straat achter de muren mocht niet worden bebouwd. Ten tijde van een belegering moesten troepen en materieel immers een vrije doorgang hebben naar bijvoorbeeld rondelen of bastions. In vredestijd werd deze regel wegens ruimtegebrek wel overtreden en bouwde men onder andere in Amersfoort en Elburg muurhuizen tegen de stadsmuur. In een aantal steden is de term walstraat bewaard gebleven in de naamgeving van de straat: Deventer, Vlissingen, Arnhem en Enschede in Nederland en Staden in België. Een bekende walstraat is Wall Street in New York al kan deze straat ook naar een Waal vernoemd zijn.
acces · affuit · approche · arsenaal · banket · barbacane · barbette · bastion · bastei · batterij · bedekte weg · beer · berm · blokhuis · bolwerk · borstwering · bres · buitenwerk · bunker · bonnet-traverse · caponnière · circumvallatielinie · citadel · contravallatielinie · contre-approche · contrefossé · contregarde · coupure· contrescarpe · courtine · couvre-face · cunette · damsluis · Dienst der Fortificatiën · demi-lune · dwingel · enveloppe · erkertoren · escarpe · face · faussebraye · flank · flèche · fort · fossé · glacis · gracht · halve maan · hamei · hoornwerk · inundatie ·  inundatiekanaal · inundatiesluis · Italiaans vestingstelsel · kat · kazemat · keel · kroonwerk · kruithuis · landpoort · linie · lunet · mezekouw · Nieuw Nederlands Vestingstelsel · onderwal · ontmanteling · opril · Oud-Nederlands vestingstelsel · palissade · papenmuts · plongee · polygonaal stelsel · poortgebouw · poterne · pulvertoren · ravelijn · redan · redoute · reduit · retranchement · rondeel · saillant · sas · schans · schietgat · schilderhuis · schootsveld · singel · sortie · stadsmuur · stadspoort · tamboer · terreplein · tenaille · tobruk · torenfort · traverse · valhek · verdedigingswerk · vesting · vestingstad · voorwerk · wal · walstraat · waltoren · wapenplaats · waterlinie · waterpoort · weermuur · wolfskuil · zwaluwstaart